# Jean Jules Amann
Jean Jules Amann (8 de marzo de 1859 - 1 de febrero de 1939 ) fue un farmacéutico, botánico, y briólogo suizo, y fue experto en musgos originarios de Suiza.

## Biografía
Estudió química en la Universidad de Lausana y en 1883 obtuvo su diploma de farmacia en la Universidad de Zúrich. Luego trabajó como farmacéutico en Rheinfelden y Zúrich, y en 1886 compró la  Englische Apotheke  en Davos. En 1893 regresó a Lausana, donde más tarde impartió clases en microscopía en la escuela de farmacia asociada con la universidad. En 1901 fundó su propio laboratorio de investigación.

## Algunas publicaciones
- Du Rôle des phénomènes de diffraction dans la formation de l'image microscopique... Leçon inaugurale... Ed. Corbaz. 1895.

- Étude de la flore bryologique du Valais, 1899.

- Flore des mousses de la Suisse, con Charles Meylan y Paul Frédéric Culmann. 215 p. 1912.

- Contribution à l'étude de l'édaphisme physico-chimique. Ed. Librairie Rouge & Cie. 19 p. 1919.

- Les mousses du vignoble de Lavaux: étude biologique et phytogéographique, v. 1 (1-7) Ed. Impr. réunies, 77 p. 1922

- Mes chasses aux champignons, souvenirs mycologiques .... Ed. G. Vaney-Burnier, 365 p. 1925.

- Bryogéographie de la Suisse, 453 p. 1928.

- Nouvelles additions et rectifications à la flore des mousses de la Suisse, v. 5. Mémoires de la Société vaudoise des sciences naturelles, Société Vaudoise des Sciences Naturelles. Ed. Impr. Commerciale, 64 p. 1928

- Flore des mousses de la Suisse: revision et additions, v. 3. Beiträge zur Kryptogamenflora der Schweiz, ISSN 0258-1671 Materiaux pour la flore cryptogamique Suisse 7 (2) Ed. Fretz Fréres, 186 p. 1933

- Etude des Muscinées du Massif de Naye. 1935.[4]

- Contribution à l'étude des anophèles de Suisse. Mémoires de la Société vaudoise des sciences naturelles 5-6. Con Hans Louis Gaschen. Ed. 	F. Rouge & Cie. S.A. 102 p. 1935

- La abreviatura «J.J.Amann» se emplea para indicar a Jean Jules Amann como autoridad en la descripción y clasificación científica de los vegetales.[5]